# 里伊拉蒙塔涅站
里伊拉蒙塔涅站，是法国的一个铁路车站，位于法国马恩省的里伊拉蒙塔涅市镇范围内。

## 位置
里伊拉蒙塔涅站位于里伊拉蒙塔涅西部，埃佩尔奈－兰斯铁路正线上。车站大致呈南北走向，开口朝东。

## 车站概况
里伊拉蒙塔涅站是一个小型铁路车站，设有自动售票机，可出售TER列车车票。经过里伊拉蒙塔涅站的所有列车均经过兰斯站和埃佩尔奈站。
里伊拉蒙塔涅站站内没有地下通道或天桥，前往下行方向站台（兰斯方向）的乘客需横穿铁路正线，因此该站存在一定的安全隐患。

## 车站历史
里伊拉蒙塔涅站最初建于1849年，和埃佩尔奈-兰斯铁路同时投入使用。

## 停靠线路
以下列车线路在里伊拉蒙塔涅站停靠：
| 里伊拉蒙塔涅站列车线路表 |              |                 |                 |              |
| 线路                     | 车种         | 上一站          | 下一站          | 大致运行频率 |
| 埃佩尔奈—兰斯            | 法国大区列车 | 埃佩尔奈/热尔曼 | 蒙布雷/兰斯白房 | 每天7趟左右  |
| 沙托蒂耶里—兰斯          | 法国大区列车 | 热尔曼          | 兰斯白房        | 每周1趟      |
| 南锡—兰斯                | 法国大区列车 | 埃佩尔奈        | 兰斯白房        | 每天1趟      |
| 1.                       |              |                 |                 |              |

## 配套交通

### 大巴车
里伊拉蒙塔涅站对应的大巴车上下车地点位于车站东侧。当某条铁路线施工或罢工时，SNCF会提供途径该线路沿途站点的大巴车。

### 市内交通
里伊拉蒙塔涅站附近没有任何城市公交线路。

## 临近车站
| 里伊拉蒙塔涅站（Gare de Rilly-la-Montagne） |                    |          |
| 上行车站                                    | 线路               | 下行车站 |
| 热尔曼站                                    | 埃佩尔奈－兰斯铁路 | 蒙布雷站 |